# Fritz Léandre
Fritz Léandre, né le 13 mars 1948 en Haïti, est un footballeur international haïtien, qui évoluait au poste d'attaquant.
Son frère aîné, Joseph-Marion, était également footballeur.

## Biographie

### Carrière en club
Il joue en faveur du Racing Club Haïtien.

### Carrière en équipe nationale
Il participe avec l'équipe d'Haïti à la Coupe du monde de 1974. Lors du mondial organisé en Allemagne, il ne joue qu'un seul match, contre l'Argentine.